# Monument (álbum de Miss May I)
Monument é o segundo álbum de estúdio da banda de metalcore Miss May I, e o primeiro com o baixista e vocalista Ryan Neff. O álbum estreou em #76 na parada Billboard 200.

## Lançamento
Em 24 de junho, a banda anunciou via Facebook que o novo álbum "Monument" será lançado em 17 de agosto e que eles estão gravando um vídeo na prisão de Mansfield para a canção "Relentless Chaos". Em 14 de julho, o guitarrista Justin Aufdenkampe postou uma foto em sua conta no Twitter do tracklist do álbum e a duração das músicas. Em 05 de agosto, foi anunciado que a canção "Rust" só estaria disponível através de pré-venda no iTunes através do Facebook da banda. Em 03 de setembro, o vídeo de "Relentless Chaos" foi lançado via YouTube.
Metal Hammer analisou o álbum na edição de fevereiro de 2011. Ele recebeu uma pontuação baixa de 5/10 e foi criticado por um som sem originalidade e muito parecido com a banda As I Lay Dying.
Em contraste que o álbum foi bem recebido por Rock Sound que concedeu 8/10 "Desde metalcore começou a comercialização de imagem de uma banda e tinta salpicada Jock-cintas, antes de uma estrutura de som bastante blueprinted, tem sido um caminho difícil de trilhar para descobrir quais bandas que valem a pena ficar por perto para ouvir. Os ataques ensurdecedores de "Relentless Chaos" e "Creations" mostram os passos da banda para o thrash metal e um efeito bem trabalhado. Com assinaturas de tempo emocionantes e musicalidade cruel, Miss May I pode ter mostrado o que foi que faz um metalcore emocionante, em primeiro lugar, e porque nós podemos amá-lo mais uma vez."
Em 21 de maio de 2011, foi (oficialmente) anunciou que Monument será relançando em uma edição de luxo em 21 de junho de 2011, com três novas músicas, "Rust" b-side, e um DVD com música vídeos, entrevistas, músicas ao vivo e muito mais.

## Faixas
| N.º            | Título                    | Duração |  |
| 1.             | "Our Kings"               | 3:12    |  |
| 2.             | "Masses of a Dying Breed" | 4:03    |  |
| 3.             | "Answers"                 | 2:51    |  |
| 4.             | "Relentless Chaos"        | 3:25    |  |
| 5.             | "Creations"               | 2:47    |  |
| 6.             | "Gears"                   | 4:02    |  |
| 7.             | "Colossal"                | 3:40    |  |
| 8.             | "We Have Fallen"          | 4:22    |  |
| 9.             | "In Recognition"          | 3:17    |  |
| 10.            | "Monument"                | 3:41    |  |
| Duração total: | Duração total:            | 37:02   |  |

| iTunes versão pré-encomenda |                                                    |         |  |
| N.º                         | Título                                             | Duração |  |
| 11.                         | "Rust" (Com Brandan Schieppat do Bleeding Through) | 3:42    |  |

| Edição de luxo |                                                               |         |  |
| N.º            | Título                                                        | Duração |  |
| 1.             | "My Hardship"                                                 | 3:29    |  |
| 2.             | "Descending Discovery"                                        | 3:49    |  |
| 3.             | "Forbidden" (Com Brandan Schieppat do Bleeding Through)       | 3:13    |  |
| 4.             | "Our Kings"                                                   | 3:12    |  |
| 5.             | "Masses of a Dying Breed" (Com Caleb Shomo do Attack Attack!) | 4:03    |  |
| 6.             | "Answers"                                                     | 2:51    |  |
| 7.             | "Relentless Chaos"                                            | 3:25    |  |
| 8.             | "Creations"                                                   | 2:47    |  |
| 9.             | "Gears"                                                       | 4:02    |  |
| 10.            | "Colossal"                                                    | 3:40    |  |
| 11.            | "We Have Fallen"                                              | 4:22    |  |
| 12.            | "In Recognition"                                              | 5:42    |  |
| 13.            | "Monument"                                                    | 3:41    |  |
| 14.            | "Rust"                                                        | 3:42    |  |

## Créditos
Miss May I
- Levi Benton - vocal, programação
- Ryan Neff - baixo, vocal limpo
- Justin Aufdemkampe - guitarra principal
- B.J. Stead - guitarra base
- Jerod Boyd - bateria, percussão

Outros músicos
- Caleb Shomo - vocal em "Masses of a Dying Breed"
- Brandan Schieppati - vocal em "Rust"

Produção
- Produção, engenharia, mixagem e masterização por Joey Sturgis
- Capa do álbum por Xang Xueguo
- Layout por Sons of Nero

Edição de luxo produção
- Produção, masterização nas músicas "My Hardship", "Descending Discovery" e "Forbidden" por Landon Tewers
- Mixagem e masterização nas músicas "My Hardship", "Descending Discovery" e "Forbidden" por Joey Sturgis
- Capa por The God Machine